# Не шукай пояснення
«Не шукай пояснення» — радянський художній фільм 1982 року знятий на кіностудії «Киргизфільм» режисером Джалі Соданбеком. Лірична драма за повістю «Дівочий секрет» письменника Оскена Данікеєва.

## Сюжет
Салія, сирота, відразу після закінчення десятирічки їде з нелюбимого нею дому мачухи в гірське селище до рідного дядька. В дорозі вона знайомиться з симпатичним молодим чоловіком, який працює на тому ж руднику, що і дядько. Добрий і чуйний Азім допомагає дівчині влаштуватися на роботу і вступити на вечірні підготовчі курси до інституту. Просту людську участь Салія, абсолютно недосвідчена і позбавлена людської уваги, приймає за щось більше. Вона впевнена, що це явна відповідь на її першу палку закоханість. Але молодий інженер любить Джамілю і зовсім не думає про іншу дівчину. Волею випадку дізнавшись про взаємну любов Азіма і Джамілі, Салія відчуває велике горе, їй здається, що всі її зрадили і вона знову залишилася одна…

## У ролях
- Венера Ормушева — Салія
- Аман Камчібеков — Азім
- Айтурган Темірова — Джаміля
- Сергій Борисов — Іван Якович
- Лариса Любомудрова — секретар
- Міра Далбаєва — секретар
- Медель Маніязов — дядько Бахтіяр
- Зоя Молдобаєва — тітка Алмаш
- Сухраб Асраров — Арстанбек
- Турсун Теміркулов — Ідріс
- Олександра Хонг — Даміра
- Гулайим Каніметова — епізод

## Знімальна група
- Режисер — Джалі Соданбек
- Сценаристи — Оскен Данікеєв, Рудольф Чмонін
- Оператор — Кадиржан Кидиралієв
- Композитор — Руміль Вільданов
- Художник — Олексій Макаров